# Phanaeus amethystinus
Phanaeus amethystinus es una especie de escarabajo del género Phanaeus, familia Scarabaeidae. Fue descrita científicamente por Harold en 1871.
Se distribuye por Guatemala, en el municipio de Chimaltenango. Mide aproximadamente 15-26 milímetros de longitud.